# Jean-Marc Nicolas
 (février 2023).
Pour les articles homonymes, voir Nicolas (patronyme).
Jean-Marc Nicolas (né le 1er août 1951 à Casablanca) est un cavalier français professionnel de saut d'obstacles de niveau international.
En 2007, son cheval de tête est Exploit de Roulard, Selle français mâle bai né en 1992.

## Palmarès
- 1981 Vainqueur du CSIO***** de Rome avec Mador.
- 1981 3e du championnat de France avec Mador ;
- 2004 Vainqueur par équipe du CSIO***** Samsung super league de Rotterdam avec JPC Modesto*Equifoam ;

Membre de l'équipe vainqueur de la Samsung super league.
- 2005 3e du championnat de France PRO1 avec JPC Modesto*Equifoam ;
- 2006 Vainqueur du CSIO***** de Rome avec JPC Modesto*Equifoam.

Participation à 70 Coupes des Nations dont 20 victoires et à 5 Grands Prix "Coupe du Monde"[réf. nécessaire].